# Cesare Lombroso
Cesare Lombroso, született Ezechia Marco Lombroso (Verona, 1835. november 6. – Torino, 1909. október 19.) olasz kriminológus, orvos, az olasz pozitivista kriminológia megalapítója. Lombroso elutasította a klasszikus iskola tanait, amelyek szerint a bűnözés az emberi természet karakter vonása. Lombroso antropológiai kriminológia elmélete, aminek előzményei a fiziognómia, a korai eugenika, a pszichiátria, és a szociáldarwinizmusban keresendők (bár Lombroso nem ismerte Darwin munkásságát, amikor elkezdte kidolgozni elméletét), azt állította, hogy a kriminalitás öröklött. A „született bűnöző” azonosítható fizikai jelek alapján.

## Életútja
Lombroso Veronában született 1835. november 6-án, tehetős észak-olasz zsidó családban. Apja, Aronne Lombroso, akinek felmenői között sok generáción át voltak rabbik, kereskedő volt Veronában, anyja, Zeffora (vagy Zefira) Levi, aki Chieriből származott Torino mellől, pedig rokona volt David Levi költőnek, aki szerepet játszott az olasz szabadságharcban. Irodalmat, nyelvészetet (arab, arámi, héber és kínai) és archeológiát hallgatott a padovai, bécsi és párizsi egyetemeken, később terveit megváltoztatva orvosi tanulmányokat folytatott a paviai egyetemen, majd katonaorvosként szolgált az osztrák-olasz háborúban (1859). Kezdettől fogva különös előszeretetet tanúsított az elmebaj tanulmányozása iránt. Még diákkorában két esszét írt – egyet az ókori őrültségről, egyet pedig Cardano őrültségéről –, amelyekben először mutatott rá az őrület és a zsenialitás közötti összefüggésre. 1866-ban vendégelőadónak nevezték ki a paviai egyetemre, 1871-ben pedig a pesarói elmegyógyintézet vezetője lett. 1878-tól a torinói egyetem igazságügyi orvostani intézetének professzora, később pszichiátriát (1896) és kriminál-antropológiát (1906) is oktatott. 1876-ban írta meg egyik legbefolyásosabb művét L’uomo delinquente (=A bűnöző ember) címmel, amit ötször adtak ki olaszul, és számos más nyelven is megjelent Európában. 1909-ben halt meg Torinóban.

## Atavizmus koncepció
Lombroso általános elmélete szerint a bűnözőket a nem bűnözőktől több fizikai jellemző különbözteti meg. Azt feltételezte, hogy a bűnözők valamilyen visszatérést képviselnek egy primitív, korai ember típushoz, amit a majmokra vagy alsóbb rendű főemlősökre emlékeztető fizikai vonások jellemeznek, megőrződve a „modern vademberekben.” Ezeknek a biológiailag elmaradott személyeknek a viselkedése elkerülhetetlenül megsérti a modern civilizált társadalom szabályait és elvárásait.

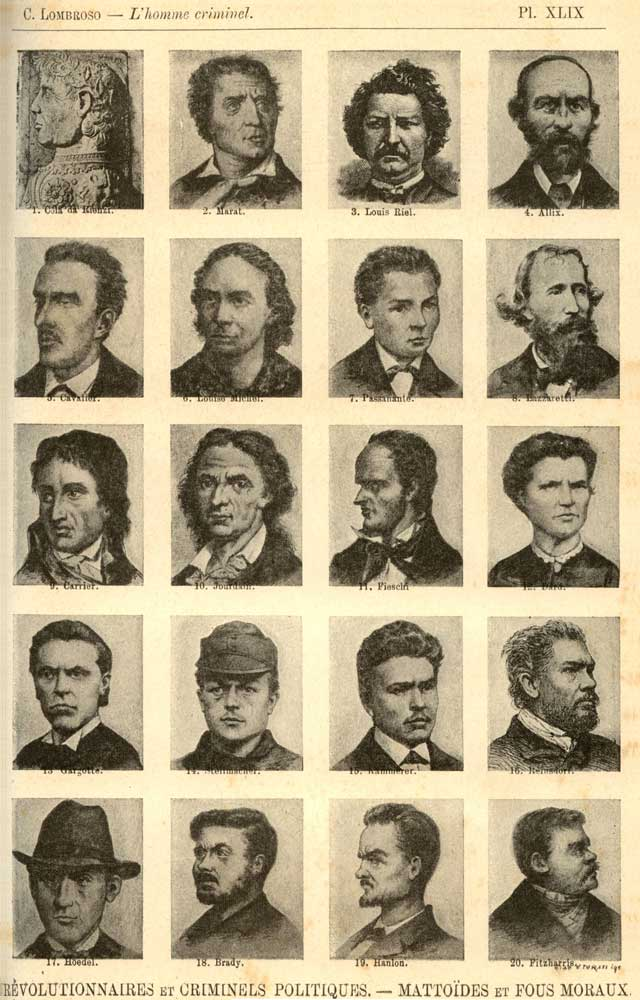
Bűnöző embertípusok Lombroso táblázatán (1887)

Éveken keresztül bűnözőkön, elmebetegeken, és normál személyeken folytatott boncolásai és antropometriai vizsgálatai során Lombroso arra a következtetésre jutott, hogy a „született bűnöző” (reo nato – Ferri kifejezésével élve) anatómiai vizsgálattal azonosítható. A bűnözőre utaló jegyeket stigmáknak nevezte. Bűnözőre utaló stigmák például lapos homlok, szokásostól eltérő méretű fülek, nagy szemüreg és állkapocs, arc és koponya aszimmetriája, nagy és hosszú végtagok.
Sőt úgy gondolta, hogy a különböző bűncselekményt elkövető személyek megkülönböztethetők fizikai jellemzőik alapján. Véleménye szerint továbbá a bűnözők kevésbé érzik a fájdalmat, élesebb a látásuk, híján vannak morális érzéknek beleértve a bűntudat hiányát, nagyobb hiúságot, impulzivitást, bosszúvágyat és kegyetlenséget tanúsítanak. Bűnözői megnyilvánulás még az argó használata és a tetoválások nagy száma.
A „született bűnözők” mellett leírta a „kriminaloidokat”, akik lehetnek alkalmi bűnelkövetők, szenvedély miatt bűnözők, morális idióták és bűntettes epilepsziások. Lombroso kutatási módszerei klinikai és leíró jellegűek voltak, pontos részletekkel a koponya méreteiről és egyéb adatokról. Nem végzett szigorú statisztikai összehasonlítást a bűnözők és nem bűnözők közt. Bár később részben elismerte, hogy a bűncselekmények eredetének hátterében pszichológiai és szociológiai faktorok is állhatnak, meggyőződése maradt a kriminál-antropometria, és azóta is ezzel azonosítják.
Lombroso elméletét elvetették Európában mindenhol, Magyarországon is, kiváltképpen az orvosi és a jogász közegben, de az USA-ban nem, ahol a bűn és kriminológia szociológiai vizsgálata volt túlsúlyban. Az elméletei, amelyek szerint a bűnözők a nem bűnözőktől fizikailag megkülönböztethetők, komoly kihívóra találtak Charles Buckman Goring személyében (The English Convict, 1913), aki statisztikai összehasonlításokat végzett, de nem talált jelentős különbségeket.
Lombroso hipotézisei, kutatási eredményei nagy vitákat váltottak ki saját korában, de nagy érdeklődés közepette. Ugyanekkor meg kell jegyezni, hogy Lombroso csak az ún. született bűnözőkkel kapcsolatban volt előítéletes, a megtévedtek irányában humanista volt, nem a bűnözők büntetését, hanem a prevenciót tartotta fontosnak.

## Pszichiátriai művészet
Lombroso 1864-ben jelentette meg a Genio e follia, magyar fordításban Lángész és őrültség című művét, amelyben amellett érvel, hogy a művészi zsenialitás az örökletes őrültség egy formája. Ennek az állításának alátámasztása végett egy pszichiátriai művészeti gyűjtemény összegyűjtésébe kezdett. 1880-ban megjelentetett egy cikket, amelyben az „őrültek” művészetének tizenhárom vonását különítette el. Mostanra ezeket már idejétmúltnak tekintik, de műve később a témában inspirálóan hatott, például Hans Prinzhornra. Lombroso e kötetét is számos nyelvre lefordították, köztük magyar nyelvre is, s számtalan kiadást ért meg az 1910-es évektől napjainkig. (Egyik legutóbbi kiadása: Lángész és őrültség / Cesare Lombroso ; ford. Szabó Károly. LAZI, Szeged, 2004, cop. 1998. 156, [3] p.)

## Spiritualizmus

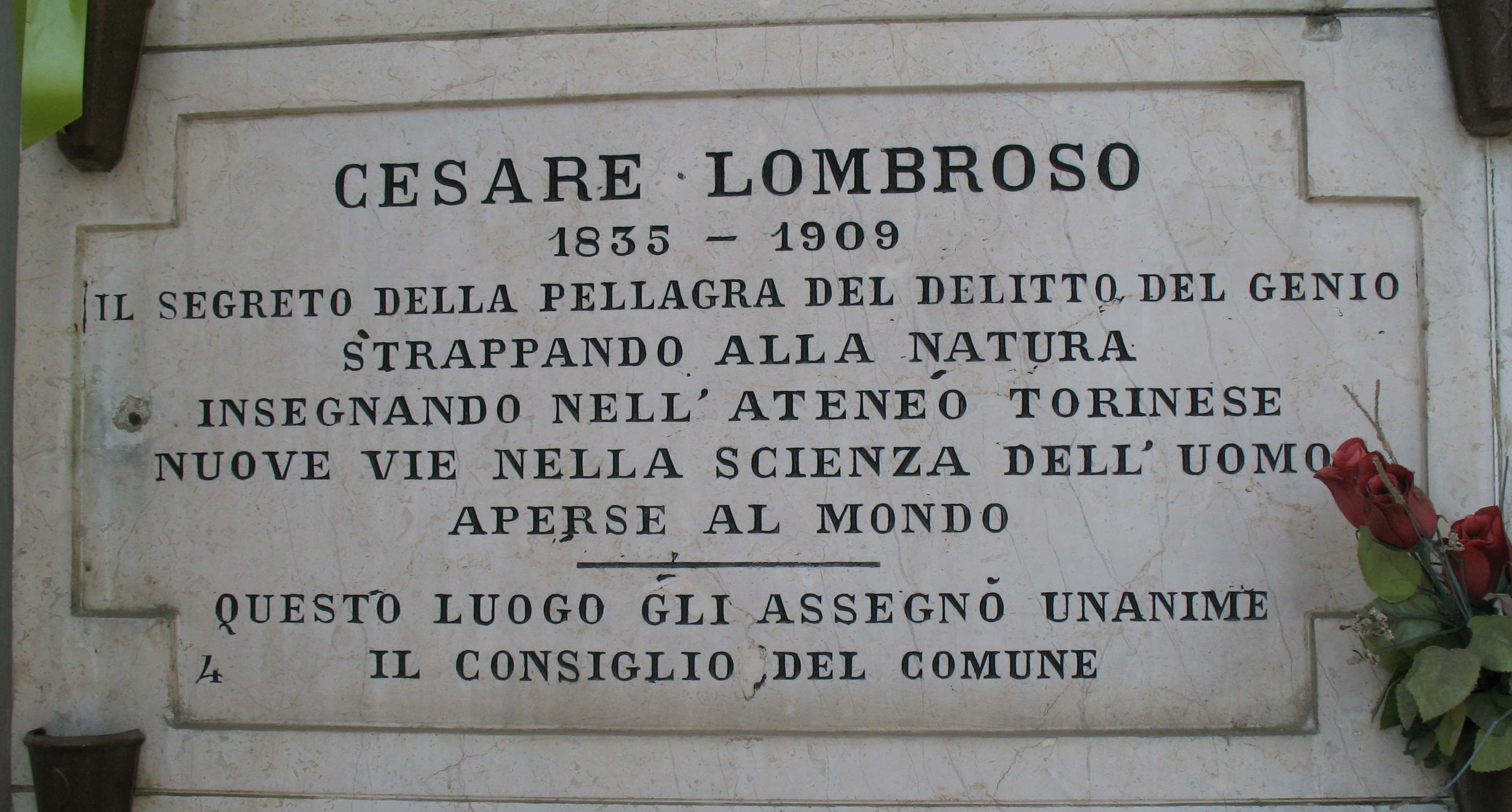
Emléktáblája Torinóban

Később Lombroso paranormális jelenségekkel és spiritualizmussal kezdett foglalkozni. Kezdetben szkeptikus volt, de később hitt a spiritualizmusban. Lombroso ateistaként írt a spiritualizmusról és paranormális jelenségekről alkotott nézeteiről 1909-ben megjelent könyvében, melyben elismeri, hogy mindaddig materialista volt, amíg nem tanulmányozta Eusapia Palladino médiumságát, és úgy vélte, hogy valóságos. Később már a szellemek létében is hitt.

## Utóhatása a náci fajelmélet kibontakozásában
Henry Friedlander, ismert holokausztkutató, emblematikus művében fontosnak tartotta kiemelni, hogy Lombroso a született bűnözéssel foglalkozó elméleteit nem csupán egyénekre, de társadalmi csoportokra is alkalmazta. Ez később tudományos, vagy tudományosnak álcázott hivatkozási alapot jelentett a harmincas évek Németországában egyre nagyobb teret hódító nemzetiszocialista fajelmélet és rasszhigiénés népesedéspolitika propagátorainak. Ahogyan egyes fizikai fogyatékosságokat, mint például az epilepszia, a született bűnözők megkülönböztető jegyeiként értelmezett, úgy egyes társadalmi, etnikai csoportok, mint például a cigányság, tagjait is „kriminaloidoknak” tekintette. Elméleteire, végkövetkeztetéseire előszeretettel hivatkoztak a náci eugénikus népesedés-politika terjesztésénél, illetve törvényszintű kidolgozásánál, amely kezdődött az 1933-as sterilizációs törvénnyel, folytatódott számos hasonló szabályozással, mint például a házassági törvény, vagy a ’39-es eutanázia program, majd pedig a „végső megoldásként” elhíresült, főként az európai zsidóságot érintő népirtásba torkollott.

## Művei magyarul
- Lombroso Cézárː Lángész és őrület; ford. Szabó Károly; Vass, Bp., 1906
- Lángész és őrültség; Magyar Kereskedelmi Közlöny, Bp., 191? (hasonmásban: 1990)

Leányának, Gina Lombroso pszichiáternek (1872–1944) műve magyarul:
- A női lélek. Azoknak, akik szenvednek; ford. ifj. Moravcsik Gyuláné; Athenaeum, Bp., 1926 (Olasz írók)

## Fordítás
- Ez a szócikk részben vagy egészben a Cesare Lombroso című angol Wikipédia-szócikk fordításán alapul.  Az eredeti cikk szerkesztőit annak laptörténete sorolja fel. Ez a jelzés csupán a megfogalmazás eredetét és a szerzői jogokat jelzi, nem szolgál a cikkben szereplő információk forrásmegjelöléseként.